# امین مجید ارسلان
امین مجید ارسلان (۱۳ ژوئیه ۱۸۶۸، الشویفات - ۹ ژانویه ۱۹۴۳، بوئنوس آیرس) دیپلمات و سیاستمدار عثمانی، ادیب و روزنامه‌نگار لبنانی بود.

## زندگی
«امین بن مجید بن ملحم بن حیدر ارسلان»، در الشویفات، جبل لبنان به‌هنگام حکومت سوریه عثمانی در ۱۳ ژوئیه ۱۸۶۸/ ۱۲ ربیع‌الاول ۱۲۸۴ق زاده شد. نزد مسیحیان در بیروت درس خواند. سپس به پاریس کوچید و روزنامه‌ای عربی با عنوان کشف النقاب چاپ کرد. همراه خلیل غانم در چاپ روزنامهٔ الفتاة همکاری نمود. او همچنین مجلهٔ السمیر را نیز خود چاپ کرد. سپس، سرکنسول عثمانی در بروکسل و بوئنوس آیرس برگزیده شد. امین ارسلان در ۹ ژانویه ۱۹۴۳م / ۳ محرم ۱۳۶۲ق در بوئنوس آیرس درگذشت.

## آثار
- رازهای کاخ‌های تاریخ ناپلئون یکم
- هدیه رمضان (ترجمه از اسرار القصور)
- حقوق ملت‌ها و معاهدات دولت‌ها
- خاطرات